# Diana of the Farm
Diana of the Farm è un film del 1915 diretto da William Beaudine.

## Trama
Bud e Bill sono due disoccupati che girano per il paese in cerca di lavoro. Conoscono un agricoltore, Corntassel, al quale chiedono aiuto, ma vengono da questi scacciati. I due quindi, arrivati a un fiume, cercano di pescare e qui vedono la figlia di Corntassel che nuota la quale, alla vista dei due, si impaurisce e chiede aiuto. Accorre il padre che, pensando erroneamente che la ragazza stia annegando, si getta nel fiume, rischiando a sua volta di annegare; viene quindi salvato da Bud e Bill che si erano nel frattempo diretti verso di loro con una barca; riescono a salvare Corntassel mentre la ragazza giunge a nuoto a riva; a seguito di un incidente sulla barca, i due uomini cadono in acqua venendo travolti dalla corrente finendo morti per annegamento. 